# 6 Hours of Silverstone 2017
6 Hours of Silverstone 2017 – 6-godzinny wyścig samochodowy na torze Silverstone Circuit w Wielkiej Brytanii. Odbył się w dniach 14–16 kwietnia 2017 i był częścią World Endurance Championship.

## Wyniki

### Kwalifikacje
| Poz. | Klasa     | Drużyna                          | Średni czas | Różnica | Pole startowe |
| ---- | --------- | -------------------------------- | ----------- | ------- | ------------- |
| 1    | LMP1      | No. 7 Toyota Gazoo Racing        | 1:37.304    | —       | 1             |
| 2    | LMP1      | No. 8 Toyota Gazoo Racing        | 1:37.593    | +0.289  | 2             |
| 3    | LMP1      | No. 1 Porsche LMP Team           | 1:38.615    | +1.311  | 3             |
| 4    | LMP1      | No. 2 Porsche LMP Team           | 1:39.063    | +1.759  | 4             |
| 5    | LMP2      | No. 26 G-Drive Racing            | 1:44.387    | +7.083  | 5             |
| 6    | LMP2      | No. 36 Signatech Alpine Matmut   | 1:44.433    | +7.129  | 6             |
| 7    | LMP2      | No. 38 Jackie Chan DC Racing     | 1:44.591    | +7.287  | 7             |
| 8    | LMP2      | No. 31 Vaillante Rebellion       | 1:45.194    | +7.890  | 8             |
| 9    | LMP1      | No. 4 ByKolles Racing Team       | 1:45.235    | +7.931  | 9             |
| 10   | LMP2      | No. 13 Vaillante Rebellion       | 1:45.323    | +8.019  | 10            |
| 11   | LMP2      | No. 24 CEFC Manor TRS Racing     | 1:46.102    | +8.798  | 11            |
| 12   | LMP2      | No. 28 TDS Racing                | 1:46.183    | +8.879  | 12            |
| 13   | LMP2      | No. 25 CEFC Manor TRS Racing     | 1:46.494    | +9.190  | 13            |
| 14   | LMP2      | No. 37 Jackie Chan DC Racing     | 1:47.250    | +9.946  | 14            |
| 15   | LMGTE Pro | No. 67 Ford Chip Ganassi Team UK | 1:56.202    | +18.898 | 15            |
| 16   | LMGTE Pro | No. 71 AF Corse                  | 1:57.011    | +19.707 | 16            |
| 17   | LMGTE Pro | No. 95 Aston Martin Racing       | 1:57.117    | +19.813 | 17            |
| 18   | LMGTE Pro | No. 66 Ford Chip Ganassi Team UK | 1:57.269    | +19.965 | 18            |
| 19   | LMGTE Pro | No. 97 Aston Martin Racing       | 1:57.414    | +20.110 | 19            |
| 20   | LMGTE Pro | No. 51 AF Corse                  | 1:57.466    | +20.162 | 20            |
| 21   | LMGTE Pro | No. 91 Porsche GT Team           | 1:58.003    | +20.699 | 21            |
| 22   | LMGTE Pro | No. 92 Porsche GT Team           | 1:58.066    | +20.762 | 22            |
| 23   | LMGTE Am  | No. 98 Aston Martin Racing       | 1:59.562    | +22.258 | 23            |
| 24   | LMGTE Am  | No. 54 Spirit of Race            | 2:00.608    | +23.304 | 24            |
| 25   | LMGTE Am  | No. 77 Dempsey-Proton Racing     | 2:01.347    | +24.043 | 25            |
| 26   | LMGTE Am  | No. 61 Clearwater Racing         | 2:01.621    | +24.317 | 26            |
| 27   | LMGTE Am  | No. 86 Gulf Racing               | 2:01.925    | +24.621 | 27            |

### Wyścig

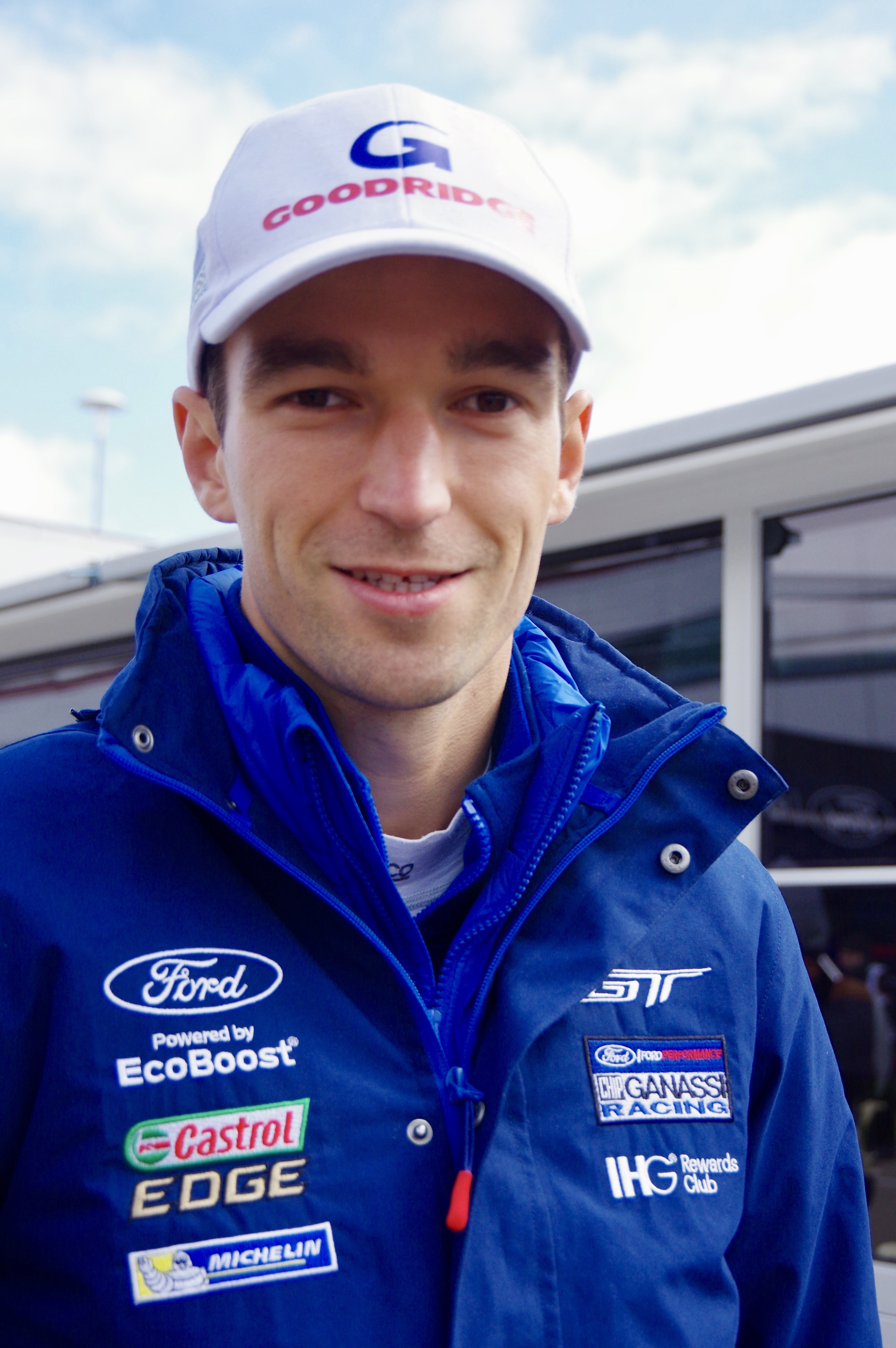
Harry Tincknell podczas wyścigu

| Poz. | Klasa     | Nr | Drużyna                   | Kierowcy                                                  | Okrążeń | Czas         |
| ---- | --------- | -- | ------------------------- | --------------------------------------------------------- | ------- | ------------ |
| 1    | LMP1      | 8  | Toyota Gazoo Racing       | Anthony Davidson Sébastien Buemi Kazuki Nakajima          | 197     | 06:00:33.211 |
| 2    | LMP1      | 2  | Porsche LMP Team          | Timo Bernhard Earl Bamber Brendon Hartley                 | 197     | +6.173       |
| 3    | LMP1      | 1  | Porsche LMP Team          | Neel Jani Nick Tandy André Lotterer                       | 197     | +46.956      |
| 4    | LMP2      | 38 | Jackie Chan DC Racing     | Ho-Pin Tung Oliver Jarvis Thomas Laurent                  | 184     | +13          |
| 5    | LMP2      | 31 | Vaillante Rebellion       | Julien Canal Nicolas Prost Bruno Senna                    | 184     | +13          |
| 6    | LMP2      | 28 | TDS Racing                | François Perrodo Matthieu Vaxiviere Emmanuel Collard      | 184     | +13          |
| 7    | LMP2      | 36 | Signatech Alpine Matmut   | Nicolas Lapierre Gustavo Menezes Matt Rao                 | 183     | +14          |
| 8    | LMP2      | 26 | G-Drive Racing            | Roman Rusinov Pierre Thiriet Alex Lynn                    | 183     | +14          |
| 9    | LMP2      | 24 | CEFC Manor TRS Racing     | Tor Graves Jonathan Hirschi Jean-Éric Vergne              | 183     | +14          |
| 10   | LMP2      | 25 | CEFC Manor TRS Racing     | Roberto González Simon Trummer Vitaly Petrov              | 182     | +15          |
| 11   | LMP2      | 37 | Jackie Chan DC Racing     | David Cheng Alex Brundle Tristan Gommendy                 | 182     | +15          |
| 12   | LMP2      | 13 | Vaillante Rebellion       | Mathias Beche David Heinemeier Hansson Nelson Piquet, Jr. | 172     | +25          |
| 13   | LMGTE Pro | 67 | Ford Chip Ganassi Team UK | Andy Priaulx Harry Tincknell Pipo Derani                  | 171     | +26          |
| 14   | LMGTE Pro | 51 | AF Corse                  | James Calado Alessandro Pier Guidi                        | 171     | +26          |
| 15   | LMGTE Pro | 91 | Porsche GT Team           | Richard Lietz Frédéric Makowiecki                         | 171     | +26          |
| 16   | LMGTE Pro | 66 | Ford Chip Ganassi Team UK | Stefan Mücke Olivier Pla Billy Johnson                    | 171     | +26          |
| 17   | LMGTE Pro | 71 | AF Corse                  | Davide Rigon Sam Bird                                     | 170     | +27          |
| 18   | LMGTE Pro | 95 | Aston Martin Racing       | Nicki Thiim Marco Sørensen Richie Stanaway                | 170     | +27          |
| 19   | LMGTE Pro | 97 | Aston Martin Racing       | Darren Turner Jonathan Adam Daniel Serra                  | 168     | +29          |
| 20   | LMGTE Am  | 61 | Clearwater Racing         | Weng Sun Mok Keita Sawa Matt Griffin                      | 166     | +31          |
| 21   | LMGTE Am  | 98 | Aston Martin Racing       | Paul Dalla Lana Pedro Lamy Mathias Lauda                  | 166     | +31          |
| 22   | LMGTE Am  | 77 | Dempsey-Proton Racing     | Christian Ried Matteo Cairoli Marvin Dienst               | 166     | +31          |
| 23   | LMP1      | 7  | Toyota Gazoo Racing       | Mike Conway Kamui Kobayashi José María López              | 159     | +38          |
| 24   | LMGTE Am  | 86 | Gulf Racing               | Michael Wainwright Ben Barker Nick Foster                 | 143     | +54          |
| DNF  | LMGTE Am  | 54 | Spirit of Race            | Thomas Flohr Francesco Castellacci Miguel Molina          | 165     | –            |
| DNF  | LMP1      | 4  | ByKolles Racing Team      | Oliver Webb Dominik Kraihamer James Rossiter              | 155     | –            |
| DNF  | LMGTE Pro | 92 | Porsche GT Team           | Michael Christensen Kévin Estre                           | 95      | –            |